# Apagomera triangularis
Apagomera triangularis är en skalbaggsart som först beskrevs av Ernst Friedrich Germar 1824.  Apagomera triangularis ingår i släktet Apagomera och familjen långhorningar. Inga underarter finns listade i Catalogue of Life.